# Karl Seggel
Karl Seggel (* 7. Januar 1837 in Wassertrüdingen; † 2. März 1909) war ein deutscher Augenarzt und Sanitätsoffizier in Bayern.

## Leben
Karl Seggel studierte zunächst an der  Friedrich-Alexander-Universität Erlangen Medizin. 1857 wurde er Mitglied des Corps Onoldia. Als Inaktiver wechselte er an die Julius-Maximilians-Universität Würzburg, die  Universität Jena und die  Friedrich-Wilhelms-Universität zu Berlin. 1859 erfolgte seine Promotion. 
Seit 1861 als Militärarzt in der  Bayerischen Armee, nahm er am Deutschen Krieg und am Deutsch-Französischen Krieg teil. Von 1864 bis zu seinem Tode arbeitete er als Augenarzt in München, wo er seit 1877 eine von ihm gegründete militärische Augenklinik leitete. 1890 wurde er Dozent und 1895 Vorstand des Operationskurs für Militärärzte und lehrte dort Feld-Sanitätswesen. Sein letzter Dienstgrad war Generalarzt im Range eines Generalmajors, zuletzt zur Disposition.

## Schriften
- Über Meningitis cerebromedullaris epidemica, 1865
- Contagiöse Krankheiten der Bindehaut, 1865
- Über plötzliche Erblindung, 1870
- Resultate der während des Krieges 1870/71 ausgeführten Gelenk-Resektionen, 1873
- Die objektive Bestimmung der Kurzsichtigkeit und die Bestimmung der Sehschärfe beim Militär-Ersatzgeschaft, 1876
- Ein doppelröhriges metrisches Optometer, 1882
- Untersuchungen auf Farbenblindheit und Pupillendistanz, 1883
- Über die Prüfung des Licht- und quantitativen Farbensinns, sowie Bemerkungen über die nachteilige Einwirkung des myopischen Prozesses auf das Sehvermögen, 1888
- Die ophthalmoskopischen Erscheinungen bei Hirnsyphilis, 1889
- Über die Abhängigkeit der Myopie vom Orbitalbau und die Beziehungen des Conus zur Refraktion, 1890
- Kasuistischer Beitrag zur Diagnose der indirekten Frakturen des Orbitaldaches bzw. der Wandungen des Canalis opticus
- Über den Werth der Messung von Schulterbreite und Sagittaldurchmesser der Brust für die Beurteilung der Dienstuntauglichkeit, 1891
- Über subconjunktivale Sublimatinjektionen, 1895
- Über die Anforderungen an das Auge und die Sehstörungen beim Schiessen der Infanterie, 1898
- Insufficienz der Musculi recti externi, 1899
- Refraktion und Sehschärfe vor und nach Beseitigung der Linse, 1904
- Schädigung des Lichtsinns durch die Schule, 1904
- Myopie und Lichtsinn, 1906